# X-Men: Mutant Apocalypse
X-Men: Mutant Apocalypse est un jeu vidéo de type beat them all développé et édité par Capcom sur Super Nintendo en 1994. Il se déroule dans l'univers des comics X-Men. Le jeu est d'abord publié en Amérique du Nord le 14 novembre 1994, le 3 janvier 1995 au Japon et en mars 1995 en Europe,.

## Contenu
X-Men: Mutant Apocalypse raconte l'histoire de mutants qui sont retenus en captivité sur l'île de Génosha par une armée de robots. Cinq membres des X-Men sont alors envoyés sur cette île pour infiltrer la zone, afin de sauver les mutants et découvrir les plans d'Apocalypse,. Le joueur contrôle cinq X-Men (Cyclope, Wolverine, Psylocke, Fauve et Gambit) qui sont déployés dans diverses zones de l'île,,,.
Le gameplay d'X-Men: Mutant Apocalypse ne se repose que sur deux boutons. Le bouton B est attribué pour les sauts et le bouton Y pour les attaques. Après avoir passé les cinq premiers niveaux, le jeu propose un mot de passe pour sauvegarder,.
Chaque personnage dispose de ses propres coups spéciaux, le jeu étant développé par Capcom, Wolverine possède un coup similaire à Ryu et Ken de la série Street Fighter, le « Shoryuken », dont la manipulation se réalise de la même manière,,. Wolverine a aussi pour particularité de s'agripper aux murs grâce à ses griffes et son autre coup spécial est une attaque dash,. Gambit se bat à l'aide d'un bâton pour les coups normaux et utilise ses cartes pour les coups spéciaux,.